# Girolamo Parabosco

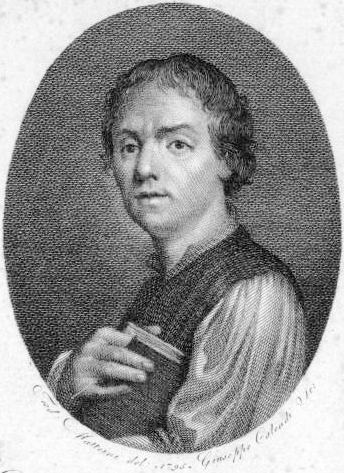
Girolamo Parabosco

Girolamo oder Gerolamo, auch Hieronimus oder Hieronimo Parabosco (* ca. 1524; † 21. April 1557) war ein italienischer Autor, Komponist, Organist und Dichter der Renaissance.

## Leben
Er wurde geboren in Piacenza als Sohn eines bekannten Organisten Vincenzo Parabosco. Das genaue Datum und Geburtsjahr sind unbekannt und die Angaben in der Literatur variieren zwischen 1520 und 1524. Es ist nicht viel über seine Kindheit bekannt, aber er ging für schon früh für seine musikalische Erziehung nach Venedig und wird erwähnt als Schüler von Adrian Willaert, dem Begründer der Venezianischen Schule zum Ende des Jahres 1541. 1546 besuchte er Florenz als Gast von Francesco Corteccia, einem Musiker in Diensten der Medici und zugleich der führende Musiker der Stadt. Nach einer Zeit mit Reisen durch die norditalienischen Städte kam er nach Venedig zurück und wurde erster Organist am Markusdom, was eine der berühmtesten musikalischen Stellen seiner Zeit in Italien war. Er blieb dort bis an sein Lebensende und starb in Venedig 1557.
Er schrieb Gedichte und Komödien in Prosa, aber am bekanntesten ist I Diporti, eine Sammlung von Geschichten nach dem Muster von Boccaccios Decamerone, die sich eine Jagdgesellschaft gegenseitig erzählt, die wetterbedingt auf einer der Inseln in der venezianischen  Lagune festsitzt.
Von seinen Kompositionen ist ein Buch mit Madrigalen für fünf Stimmen erhalten, das 1546 veröffentlicht wurde, weitere Madrigale, die 1541 und 1544 veröffentlicht wurden, sowie einige Instrumentalstücke. Der Stil der Madrigale ist ähnlich wie der Willaerts, aber noch dichter polyphonisch als die seines Lehrers. Sie ähneln mehr Motetten als die meisten sonstigen Madrigale, die in Italien in den frühen 1540er Jahren geschrieben wurden. Eines seiner Instrumentalstücke ist ein Ricercar basierend auf der lateinischen Antiphon Da pacem Domine (Verleih uns Frieden). Es ist womöglich geschrieben zum Ende des Krieges 1540 zwischen Venedig und den Osmanen.